# 睾丸鞘膜
睾丸鞘膜（Tunica vaginalis）是阴囊内的一层袋装浆膜 ，包覆睾丸。其本身形成睾丸鞘膜腔。

## 解剖特征

### 脏层
睾丸鞘膜脏层（lamina visceralis tunicae vaginalis testis）是覆盖睾丸和附睾的部分，内贴于白膜。于睾丸系膜缘、附睾处折返，构成睾丸鞘膜壁层。 

### 壁层
睾丸鞘膜壁层（lamina parietalis tunicae vaginalis testis） 为睾丸鞘膜脏层在系膜缘处折返后的结构，内衬于精索内筋膜，与睾丸鞘膜共同构成睾丸鞘膜腔（cavity of the tunica vaginalis）。

阴道过程的横截面示意图。 1睾丸, 2附睾, 3系膜, 4阴道内脏层, 5 阴道壁壁层, 6 阴道腔, 7附睾, 8精索内筋膜

## 发生
睾丸鞘膜膜源自腹膜的阴道突，在胎儿中，腹膜鞘突先于睾丸从腹部下降到阴囊。 然后腹部腹股沟环和睾丸上部之间的腹膜鞘突被消除，通常在精索附近留下绳索状残余物。  腹膜鞘突未能消失、腹膜腔和阴囊之间的连通在出生后仍然存在的个体易患腹股沟斜疝和睾丸鞘膜积液。 